# 18+ (театр)
Театр «18+» — негосударственный театр, существовавший в Ростове-на-Дону с января 2013 по июнь 2020 года. Лауреат национальной театральной премии «Золотая маска» в номинации «Эксперимент» (2019).

## История театра
О создании театра «18+» на территории бывшей макаронной фабрики впервые было объявлено в августе 2012 года. Первоначально открытие театра, учредителями которого выступили галерея 16thLINE Евгения Самойлова и МТКЦ Minicult, планировалось в ноябре 2012 года. Было сразу отмечено, что театр «18+» намерен ориентироваться на современную драматургию, с которой не решаются работать традиционные театры. Художественным руководителем «18+» был заявлен Юрий Муравицкий, главный режиссёр — Ольга Калашникова.
Открытие театра «18+» было запланировано на 31 января 2013 года одновременно с открытием культурно-проектной площадки «MAKARONKA». Также была анонсирована комедия Сергея Медведева «Секретный проект „Жуки 64“».
На отремонтированной территории бывшей макаронной фабрики, расположились театральный зрительный зал на 80 мест и экспозиционные площадки. Общая выставочная площадь превышает тысячу квадратных метров.
Театр изначально не планировал обзаводиться собственной труппой, поскольку под каждый проект предполагается набираться соответствующий актёрский состав. Художественный руководитель театра «18+» — Юрий Муравицкий, главным режиссёром театра с 2015 года является Герман Греков [12].
Театр был открыт в Ростове-на-Дону на территории бывшей макаронной фабрики 31 января 2013 года. Во время открытия была представлена первая премьера — документальный трэш-мюзикл «Папа» в постановке Юрия Муравицкого по пьесе Любови Мульменко, а также выставка арт-группы «СИТО».
Представленные публике собственные постановки, по утверждению Евгения Самойлова, будут идти в театре до тех пор, пока собирают зрителей.
В феврале 2013 года, в первый месяц существования театра «18+», в его стенах были организованы гастроли московского Театра.doc. В апреле 2013 года театр «18+» пригласил на свою сцену санкт-петербургскую Театральную мастерскую «АСБ» со спектаклями Алексея Янковского «Девочка и спички» и «Злой спектакль».
В сентябре 2013 года театр включился в программу «Театр+общество», в рамках которой ростовские школьники возрастом от 9 до 16 лет под руководством Юрия Муравицкого и Ольги Калашниковой написали семь пьес для театра «18+».
В октябре 2013 года на площадке театра «18+» прошёл фестиваль современной драматургии и режиссуры «Прямая речь», в рамках которого ростовчане смогли увидеть спектакли «Хозяин кофейни» (Театр Post, Санкт-Петербург), «Павлик — мой бог» (Театр им. Йозефа Бойса, Москва), «Зажги мой огонь» (Театр.doc, Москва) и документальные фильмы «Цель» и «Между нами».
В 2014 году спектакль Театра 18+ «Папа» принял участие во внеконкурсной программе «Новая пьеса» фестиваля «Золотая маска»[9].
В ноябре 2015 года спектакль театра «18+» «Шокошоппинг» стал участником VI Международного фестиваля камерных театров и спектаклей малых форм «АртОкраина» (Санкт-Петербург)[10].
В 2016 году «Шокошоппинг» был приглашён в качестве участника 46-й Недели Словенской Драматургии, которая прошла с 27 марта по 8 апреля 2016 года в городе Крань (Словения)[11].
В 2019 году спектакль «Волшебная страна» театра «18+» стал лауреатом национальной театральной премии «Золотая маска» в номинации «Эксперимент».
В июне 2020 года, после нескольких месяцев карантина в связи с пандемией COVID-19, Юрий Муравицкий объявил о закрытии театра «18+». Основной причиной закрытия театра Муравицкий считает отсутствие финансовой поддержки, как со стороны государства, так и частных лиц — «...в середине июня мы созвонились с Евгением Самойловым, учредителем театра, и обсудили положение дел. Поделились друг с другом ощущениями, поняли, что какой-то серьезной поддержки нам ждать неоткуда и пришли к выводу, что надо закрывать проект».
В августе 2020 года стало известно, что на месте закрытого Муравицком театра «18+» будет функционировать театрально-выставочный центр Makaronka. Куратором театрального проекта выступил художник и режиссер Дмитрий Цупко, открывший новый сезон спектаклем «Машина» (реж. О. Зиброва, драм. С. Медведев).

## Репертуар
- 2013 — «Папа» (реж. Ю. Муравицкий, драм. Л. Мульменко, С. Медведев, М. Зелинская)[14][15][16]
- 2013 — «Как живые» (реж. О. Калашникова, драм. М. Зелинская)[16]
- 2013 — «В моей сексуальности виновата кошка» (реж. О. Невмержицкая, драм. А. Донатова)
- 2013 — «Девочки» (реж. О. Калашникова, драм. В. Леванов, премьера — 2012)[17][18]
- 2013 — «Жаба» (реж. Руслан Маликов, драм. С. Медведев)[19][20][21]
- 2013 — «Невероятные приключения Юли и Наташи» (реж. и драм. — Ю. Муравицкий, Г. Греков)[22]
- 2014 — «Сеанс» (реж. О. Зиброва, либретто — С. Медведев)[23]
- 2014 — «Все ещё впереди» (реж. О. Калашникова).[24]
- 2014 — «Кастинг» (реж. Г. Греков, драм. Г. Греков и Ю. Муравицкий).[25][26]
- 2015 — «Любовь, мечта и бигуди» (реж. О. Зиброва, драм. А. Донатова)[27]
- 2016 — «Саша, вынеси мусор» (реж. О. Зиброва, драм. Н. Ворожбит)[28][29]
- 2017 — «Грязнуля» (реж. С. В. Чехов)[30]
- 2017 — «Волшебная страна» (реж. В. Лисовский)[31][32]
- 2017 — «Производство бреда» (реж. Е. Матвеев, драм. П. Пряжко)[33][34]
- 2017 — «Ханана» (реж. Ю. Муравицкий, драм. Г. Греков)[35][36][37][38][39].
- 2017 — «Чёрная икра» (реж. О. Зиброва, драм. С. Медведев)[40][41]
- 2018 — «Хроники Макбета. Короли подъезда» (реж. Г. Греков, драм. М. Волохов)[42][43][44]

### Арт-центр MAKARONKA
- 2020 — «Машина» (реж. О. Зиброва, драм. С. Медведев).[13]
- 2020 — «Про баб. Новая версия» (реж. Ю. Арефьев и Д. Цупко, драм. М. Барановский).
- 2020 — «В режиме ожидания» (реж. О. Зиброва).
- 2020 — «Спойлеры» (реж. Д. Цупко, драм. М. Огнева)[45].
- 2020 — «Медея» (реж. А. Бахарев).
- 2020 — «Иконостас.mp3» (реж. Д. Цупко, драм. Д. Гурской).
- 2020 — «Квартирантка» (реж. Д. Цупко, драм. С. Медведев).
- 2021 — «Сочинение» (реж. О. Зиброва).
- 2021 — «Человек-подушка» (реж. О. Зиброва, драм. М. Макдонах).

## Цитаты
- «Мы хотим делать междисциплинарные проекты на стыке театра и современного искусства. В первую очередь, мы будем опираться на галерею 16th Line, а также на пространство Minicult Ольги Калашниковой (один из учредителей нового театра), у которой есть несколько спектаклей. Есть также фестиваль «Ростовские чтения», в читках которого участвуют молодые актёры, в том числе, Молодёжного театра, мы будем работать с ними. Так что какой-то контекст в городе уже есть. Есть разрозненные мероприятия, у которых нет центра, площадки, теперь она появится. В Ростове есть три драматурга — Анна Донатова, Маша Зелинская и Сергей Медведев. Планируем ставить их тексты»[46] — Юрий Муравицкий, 2012.
- «Москвич Муравицкий подписался на ростовскую историю, конечно, не только потому, что город симпатичный, инстаграмь не хочу. Для него важно ещё, что театр — негосударственный и не надо ни перед кем отчитываться по художественной части. Точнее, есть инвестор Самойлов, но он живой человек, конкретный, отсюда — другая форма отчетности и другие критерии. Их можно обсуждать, закон не писан. Ну и вторая штука: «18+» — стартап, а не готовая чья-то башенка с анамнезом»[15] — Любовь Мульменко, 2013.
- «Неожиданно театр стал увлечением и одним из моих любимых дел на сегодняшний день. Бизнес-расчётом это, конечно же, не было, поэтому материальные риски меня не волновали. В первую очередь, я думал о том, какого качества он должен быть и в каком направлении развиваться»[47] — Евгений Самойлов, 2018.

## Экономика проекта
На начало 2018 года театр не приносил чистой прибыли. Основными статьями дохода театра были продажа билетов, сдача в аренду площадки, на которой находится театр, для проведения различных мероприятий, и корпоративные показы спектаклей. В среднем постановка спектакля обходилась в сумму до 700 тысяч рублей, причём основные статьи расходов — гонорары и логистика. За пять лет существования театра фаворитом у зрителей являлась эротическая пьеса-эксперимент «В моей сексуальности виновата кошка» в постановке Олеси Невмержицкой.
На начало 2020 года собственных заработков театрального проекта хватало только на покрытие 30-40% расходов, в среднем один спектакль обходится в 300-800 тысяч рублей. Среднемесячный бюджет на содержание театра, это и аренда, и коммунальные услуги, зарплата, налоги, хозяйственные нужды — составляет около 1,5 миллиона рублей. Плюс расходы на новые постановки, гастроли, рекламу. По мнению Евгения Самойлова, российские театры не могут существовать «как самодостаточный бизнес-проект», без дотаций им выжить невозможно. Рассматривается вопрос о создании попечительского совета, который мог бы объединить прогрессивных единомышленников, поддерживающих всевозможными ресурсами развитие театра.